# Кнофлах, Тобиас
Тобиас Кнофлах (нем. Tobias Knoflach; род. 30 декабря 1993, Вена) — австрийский футболист, вратарь клуба «Рапид (Вена) II».

## Клубная карьера
Кнофлах — воспитанник клуба «Рапид» из своего родного города. В 2012 году Тобиас был включён в заявку основной команды, но для получения игровой практики выступал за дублирующий состав. 29 августа 2015 года в матче против «Маттерсбурга» он дебютировал в австрийской Бундеслиге, заменив в начале игры Луиса Шауба, после удаления Рихарда Штребингера.